# Джо Понс

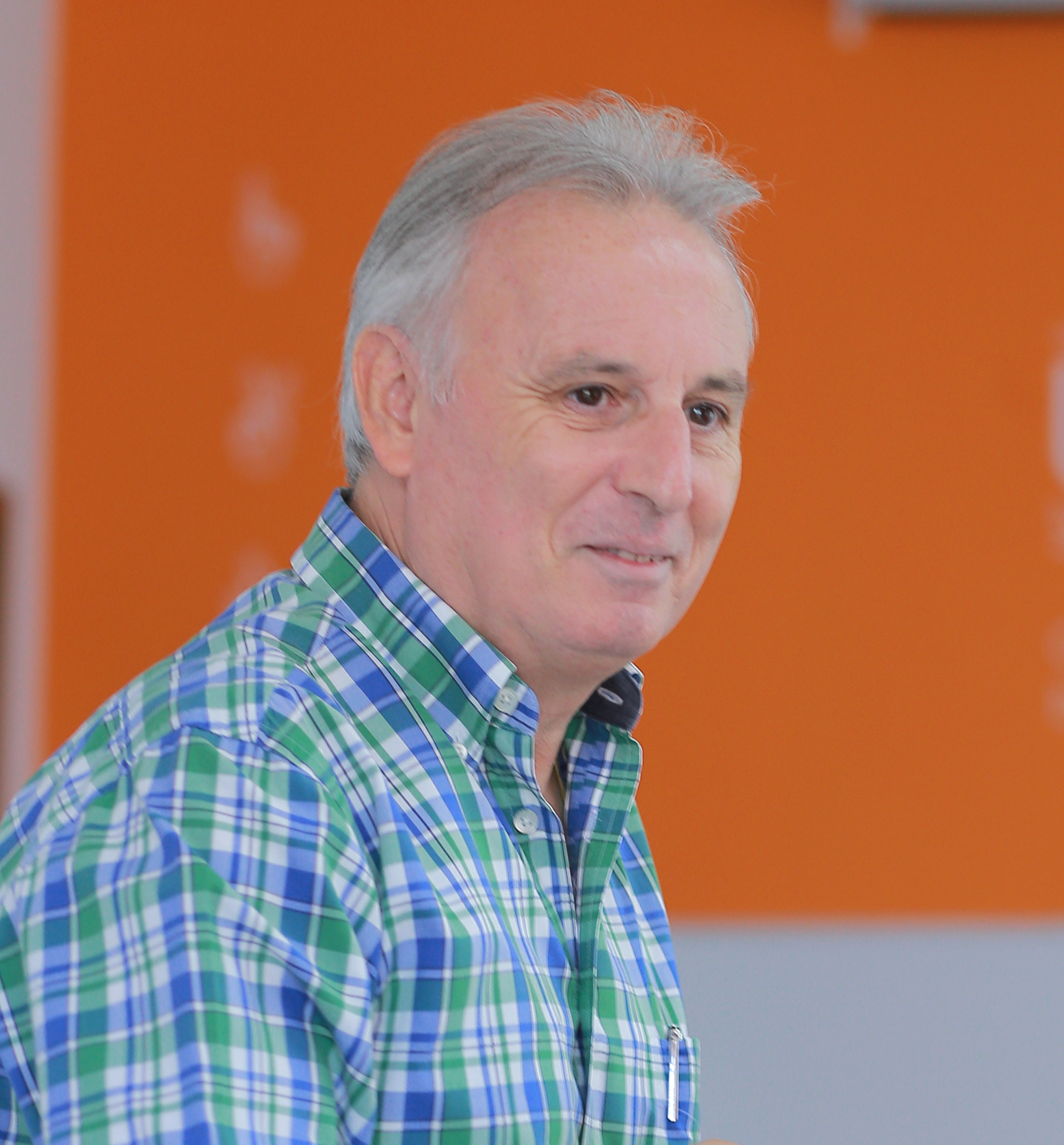
Джо Понс — PhD, Президент AXIOMA Marketing Consultants (Іспанія)

Джо Понс — PhD, Президент AXIOMA Marketing Consultants (Іспанія), компанії, яка спеціалізується на стратегічному маркетингу, навчанні та виконавчому розвитку, що базуються на клієнторієнтованих підходах до роботи. Протягом 14 років був професором із маркетингу в IESE Міжнародна Вища школа менеджменту в Барселоні. Також є гостьовим професором в IEDC — Bled School of Management. Проводить лекції в ІАЕ в Буенос-Айресі, Аргентина і Instituto Internacional San Telmo in Seville в Севільї, Іспанія.
Джо Понс є екс-директором програми МВА IESE (Барселона). Викладає курси зі стратегічного маркетингу у Львівській бізнес-школі Українського католицького університету (LvBS) на магістерській програмі MSc in Technology Management [Архівовано 12 липня 2018 у Wayback Machine.] та програм управлінського розвитку Executive Education LvBS. [Архівовано 12 липня 2018 у Wayback Machine.]
Джо Понс здобув диплом з юриспруденції в Університеті Барселони, ступінь МВА в University College Dublin і захистив докторську дисертацію на тему бізнес-адміністрування в школі бізнесу IESE, Барселона, де 15 років він працював викладачем з маркетингу та директором програми МВА між 1990 та 1994 роками.
Джо займається як викладанням, так і реальними консалтинговими проектами, які здебільшого стосуються узгодження політики маркетингової стратегії з даними бізнес-стратегіями компаній. Він був запрошеним викладачем у Darden School of Business в University of Virginia [Чарлотсвіль] і є регулярним доповідачем на конференціях Management Education організованих European Foundation for Management Development, Graduate Management Admission Council та Central and Easter European Management Association Network. Серед основних бізнес-шкіл, в яких він постійно викладає: IEDC Bled School of Management [Словенія], Instituto Internacional San Telmo [Іспанія], Rejkavick University and the European School for Management and Technology [Німеччина].
Міжнародні компанії, з якими працював Джо Понс: Henkel, ABN AMRO Bank, Telefonica, Aon, Adolfo Dominguez, Saint Gobain, Siemens, Wrigley, Electrolux, UHY, BBVA, Omnicon Group and The World Bank. В Іспанії основними замовниками його послуг є Mapfre, Celsa, Global Steel Wire, Gas Natural, Caja Madrid і Pronovias.